# Евтушенко, Юрий Гаврилович
Ю́рий Гаври́лович Евтуше́нко (родился 28 декабря 1938 года, Краснодар) — советский и российский учёный-математик, академик РАН, иностранный член Национальной академии наук Украины, директор Вычислительного центра им. А. А. Дородницына РАН. Главный редактор журнала «Optimization Methods and Software».

## Биография
В 1962 году окончил аэромеханический факультет Московского физико-технического института по специальности аэродинамика.
С 1962 года по 1965 год обучался в аспирантуре МФТИ.
С 1965 года по 1967 год работал в Центральном аэрогидродинамическом институте имени профессора Н. Е. Жуковского, старший инженер, а с 1966 года — старший научный сотрудник.
В 1967 году стал кандидатом физико-математических наук по газовой динамике.
С 1967 года работает в Вычислительном центре Академии наук СССР, младший научный сотрудник, с 1973 года — старший научный сотрудник, с 1978 года — заведующий сектором в лаборатории исследования операций.
В 1981 году Ю. Г. Евтушенко защитил докторскую диссертацию по физико-математическим наукам,
а в 1985 году получил звание профессора.
C 1981 года по 1988 год работал заместителем директора ВЦ АН СССР. В 1989 году назначен директором ВЦ АН СССР.
С 1992 года работает в должности профессора (по совместительству) на кафедре исследования операций факультета ВМК МГУ.
15 декабря 1990 года был избран членом-корреспондентом РАН по отделению информатики, вычислительной техники и автоматизации.
25 мая 2006 года был избран академиком РАН по Отделению математических наук Секция прикладной математики и информатики.
Член редакционной коллегии Журнала вычислительной математики и математической физики.

## Награды
- Премия Совета Министров СССР (1981 год).
- Орден «Знак Почёта» (1981 год).
- Медаль ордена «За заслуги перед Отечеством» II степени (1999 год)[4].
- Благодарность Президента Российской Федерации (5 февраля 2024 года) — за заслуги в развитии отечественной науки, многолетнюю плодотворную деятельность и в связи с 300-летием со дня основания Российской академии наук[5].

## Направления деятельности
Специалист в области численных методов оптимизации и программного обеспечения ЭВМ.
Основные научные направления деятельности:
- Линейное и нелинейное программирование;
- Системы принятия решений;
- Оптимальное управление;
- Методы оптимизации;
- Численные методы и математическое обеспечение для решения глобальный многокритериальных оптимизационных задач .

## Научные результаты